# Stanley, Louisiana
Stanley är en ort i DeSoto Parish i delstaten Louisiana, USA.